# Шмаков, Олег Николаевич
Оле́г Никола́евич Шма́ков (9 марта 1976, Иваново, РСФСР, СССР) — российский футболист.

## Карьера
Воспитанник ивановского футбола. Первый тренер: Владимир Сергеевич Савинов.
Выступал за команды: Кранэкс (Иваново), Текстильщик (Иваново), Динамо (Вологда), Арсенал (Тула), Спартак-Чукотка, Краснознаменск, Волга (Ульяновск), Текстильщик-Телеком-2 (Шуя), ФК Вичуга.
Кроме того два года Шмаков выступал в чемпионате Молдавии за команду «Нистру». В неё он приехал после нескольких попыток трудоустроиться в чемпионат Румынии.
Попадал в список 33-х лучших футболистов чемпионата Молдавии. Вместе с «Нистру» в августе 2001 года принимал участие в розыгрыше Кубка УЕФА. Он провел два матча против венгерского «Дебрецена». После гостевого поражения со счетом 0:3, в ответном поединке в Молдавии Шмаков голом с пенальти принес своей команде минимальную победу (1:0), которая не позволила ей пройти в следующий раунд.

## Достижения
«Нистру»
- Серебряный призёр чемпионата Молдавии: 2001/02
- Финалист Кубка Молдавии(2): 2001, 2002